# Franz Schöberl (Architekt)
Franz Seraph Schöberl (* 17. Dezember 1845 in Turnau; † 23. Juli 1908 in Speyer) war ein österreichisch-deutscher Architekt des Historismus.

## Leben
Schöberl, Sohn des Chirurgen Karl Schöberl und dessen Frau Josefa (geborene Wolf), studierte Architektur in Wien und Graz. 1874 zog er nach Speyer. In der zum Königreich Bayern gehörenden Pfalz war er Architekt zahlreicher Kirchen. Als Katholik, der mit einer evangelischen Frau verheiratet war, baute er Kirchen beider Konfessionen. Dabei bediente er sich der Bandbreite des Historismus. In seinem Frühwerk übertrug er den Maximiliansstil, einen unter König Maximilian II. ausgeprägten Baustil, auf die Pfalz. Später nutzte er die Neugotik und Neurenaissance, aber auch Elemente der Neuromanik und des Neubarocks. Hierbei wurde er beeinflusst von Johannes Otzen. In Speyer baute er auch zahlreiche Wohnhäuser und öffentliche Bauten.
Schöberl war seit 1874 mit Johanna Disqué verheiratet.
Die Stadt Speyer benannte eine Straße nach Schöberl.

## Bauten (Auswahl)
- 1875–1876: protestantische Kirche in Hüffler
- 1877–1879: katholische Kirche St. Martin in Bad Bergzabern
- 1879: Kirchturm der katholischen Kirche St. Georg in Studernheim
- 1879: Kirchturm der katholischen Kirche St. Michael in Bobenthal
- 1888–1889: Pionierkaserne in Speyer, Diakonissenstraße u. a.
- 1889–1891: katholische Kirche St. Mariä Himmelfahrt in Otterstadt
- 1890–1893: katholische Kirche St. Amandus in Ottersheim
- 1896–1898: evangelische Markuskirche in Ludwigshafen-Oggersheim
- 1897–1898: evangelische Gustav-Adolf-Kirche in Dernbach (Pfalz)
- 1901: Villa Wellensiek in Speyer
- 1901–1902: evangelische Pauluskirche in Ludwigshafen-Friesenheim
- 1901–1903: evangelische Christuskirche in Ludwigshafen-Mundenheim
- 1902–1903: Verwaltungsgebäude der Kreisversicherungsanstalt für den bayerischen Pfalzkreis in Speyer, Maximilianstraße 100 (heute Sitz der Stadtverwaltung)[4]

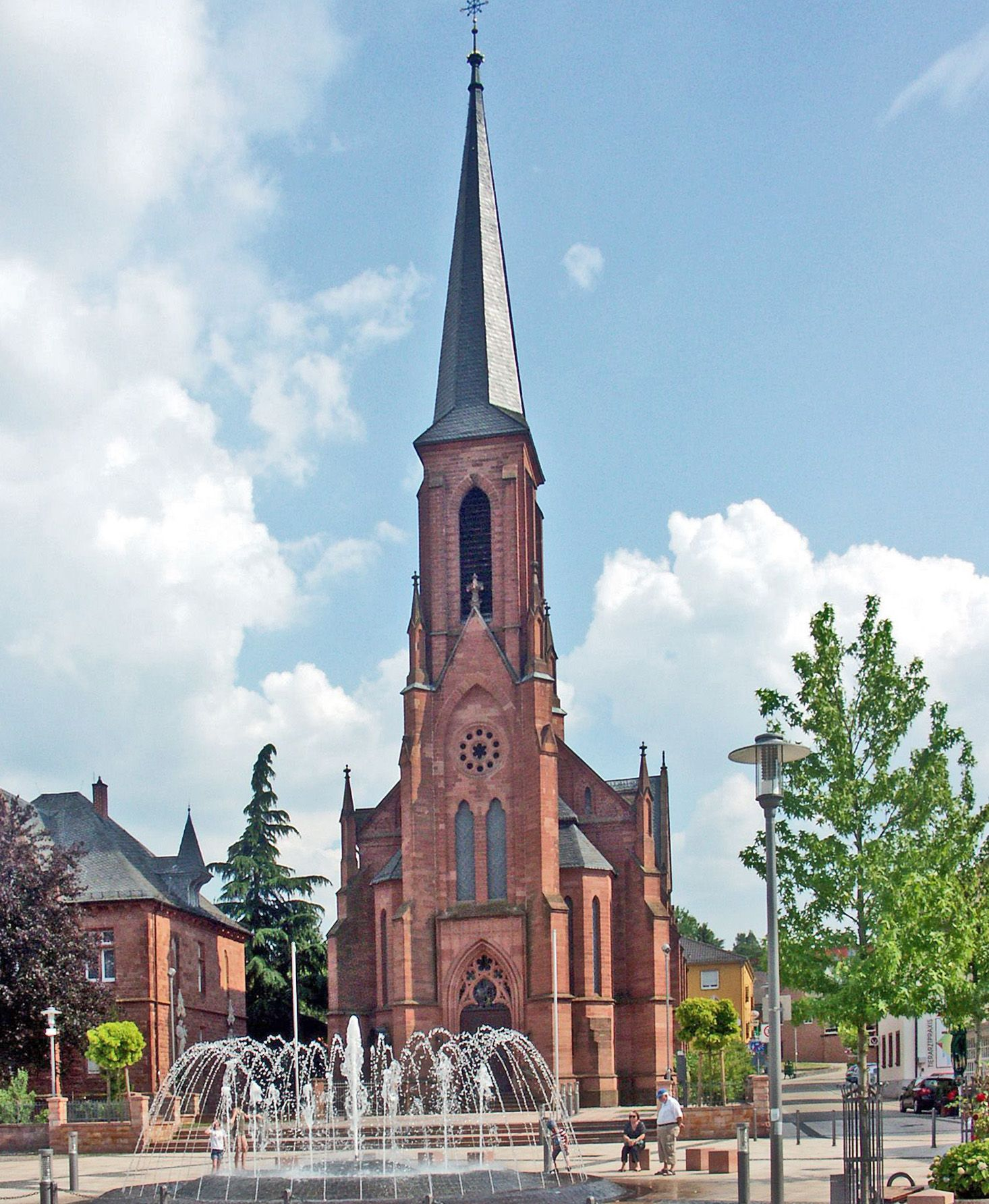
St. Martin in Bad Bergzabern
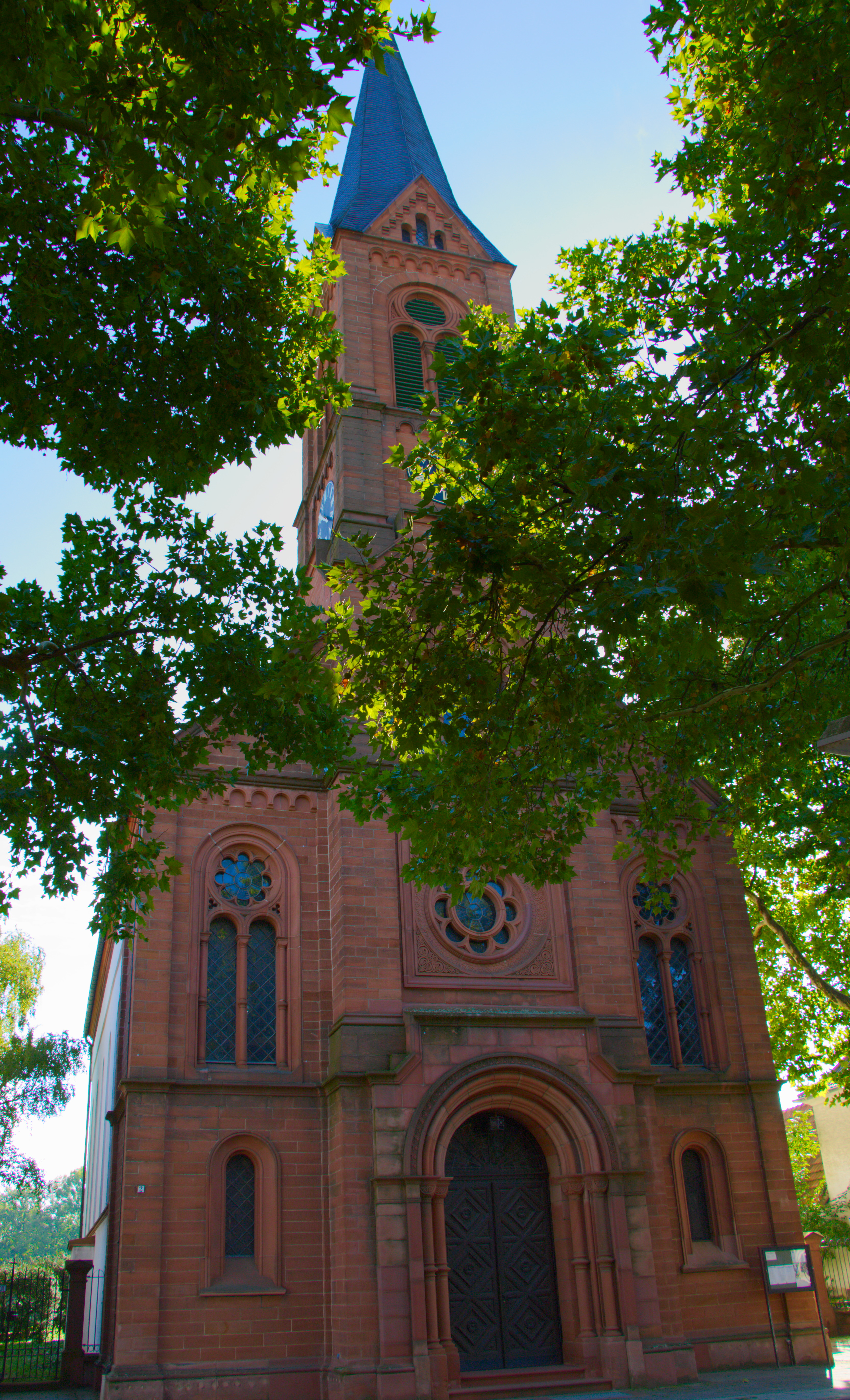
St. Georg in Studernheim
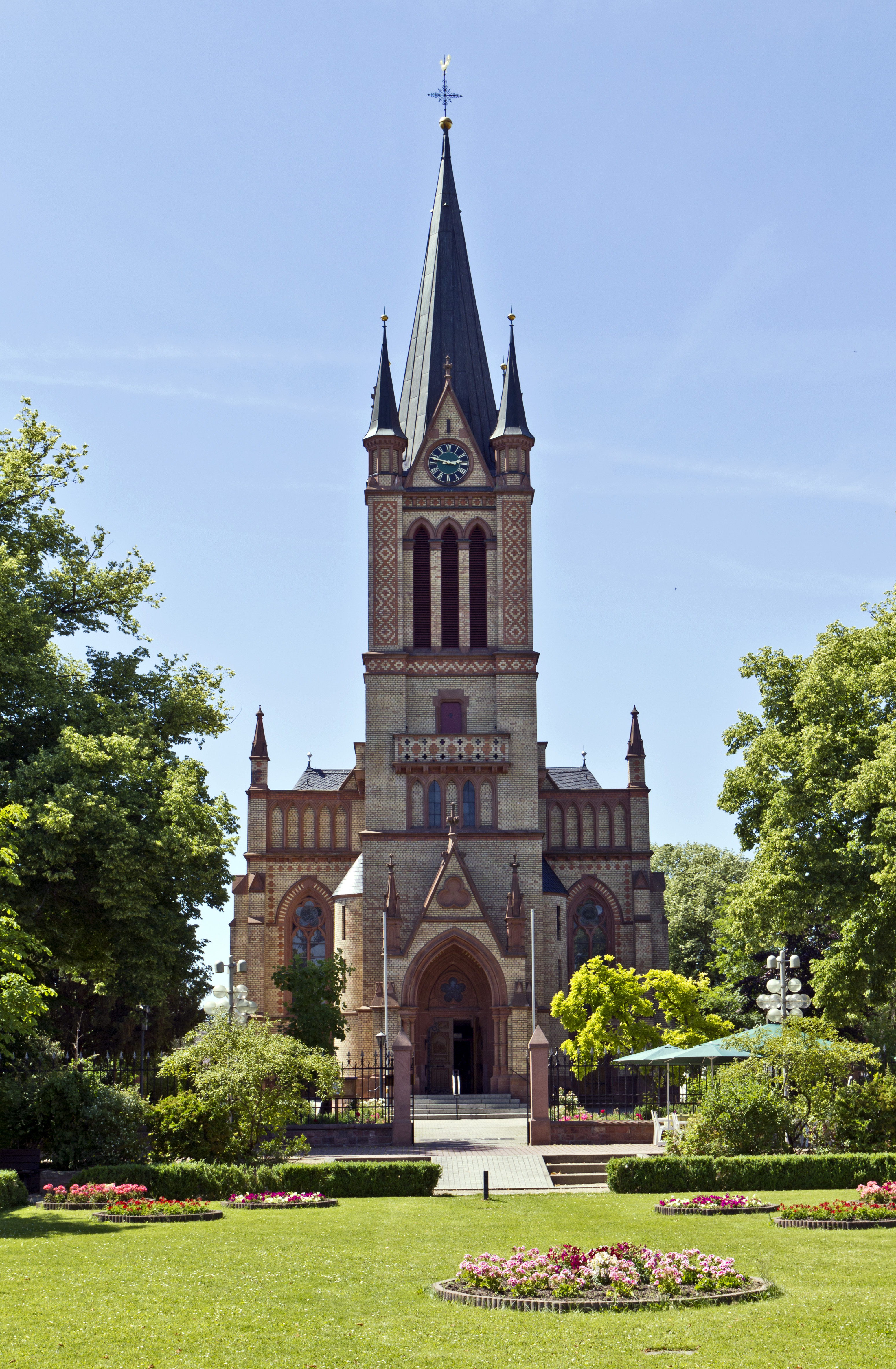
St. Mariä Himmelfahrt in Otterstadt
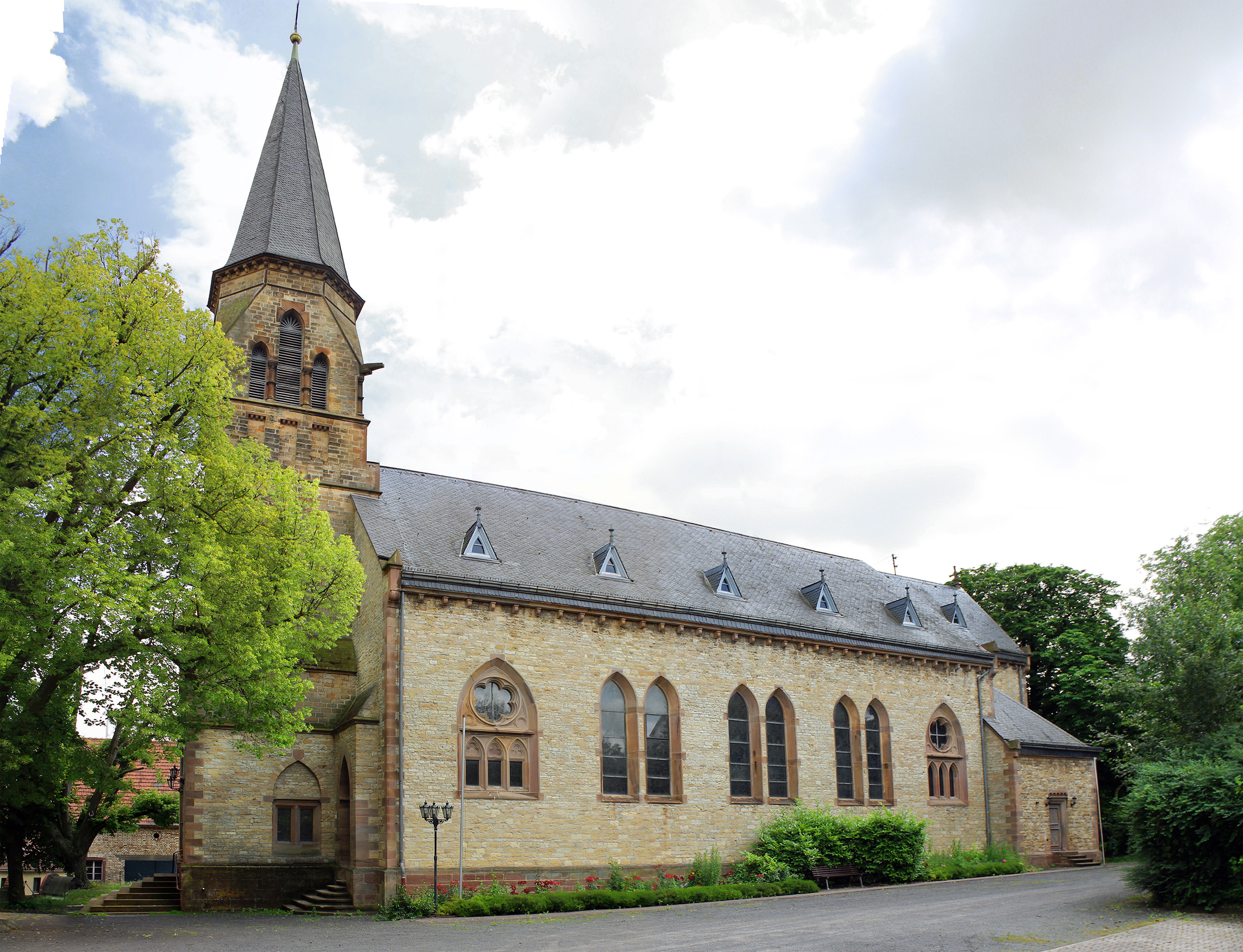
St. Amandus in Ottersheim
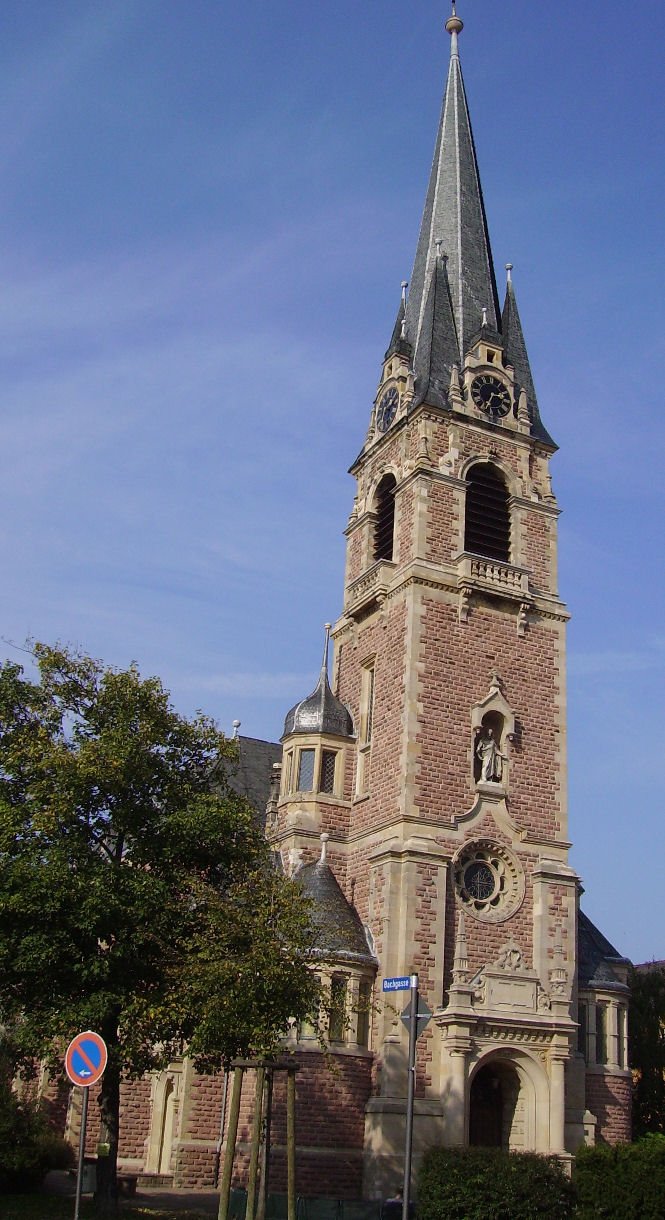
Markuskirche in Ludwigshafen-Oggersheim
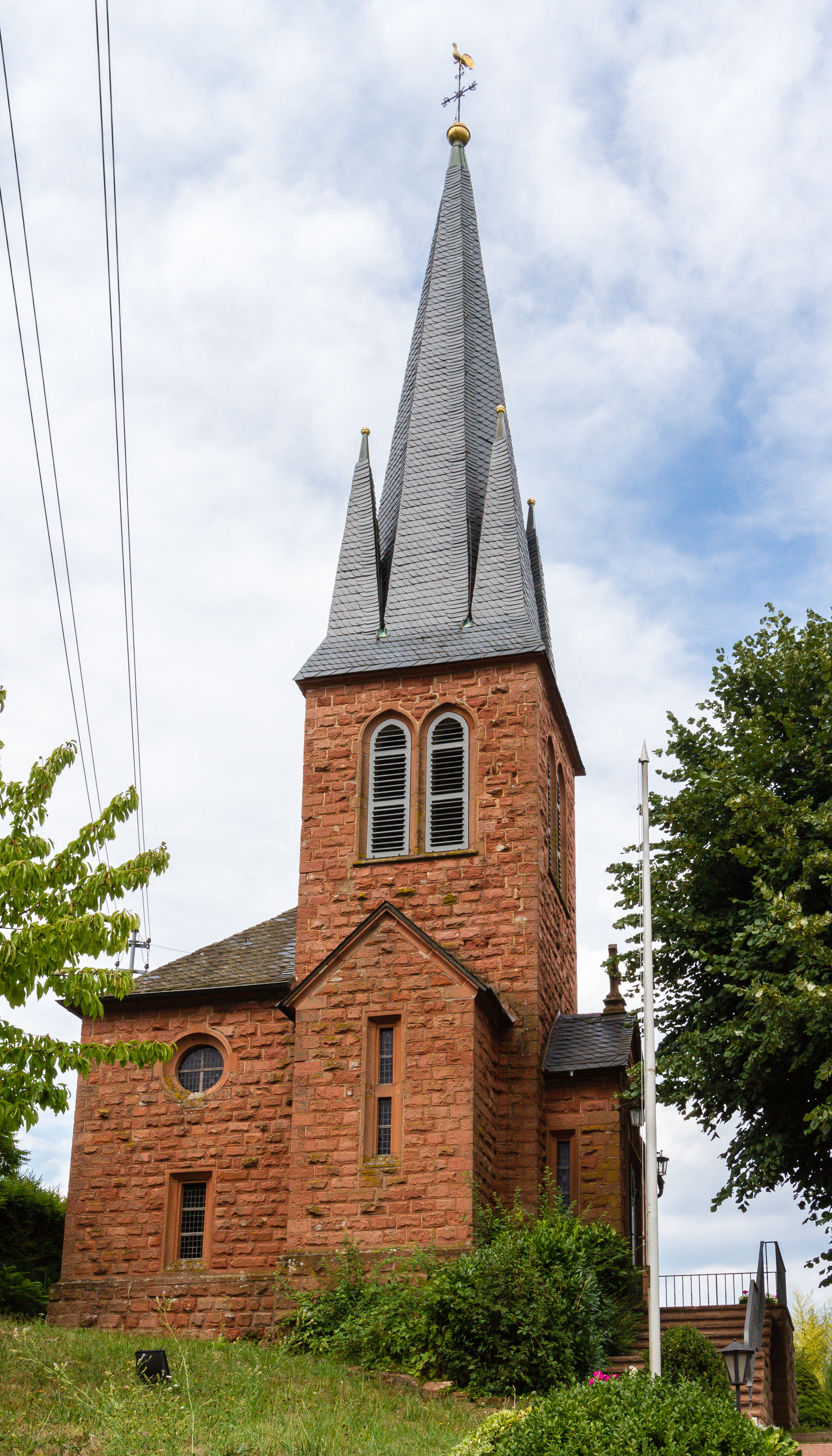
Protestantische Pfarrkirche in Dernbach
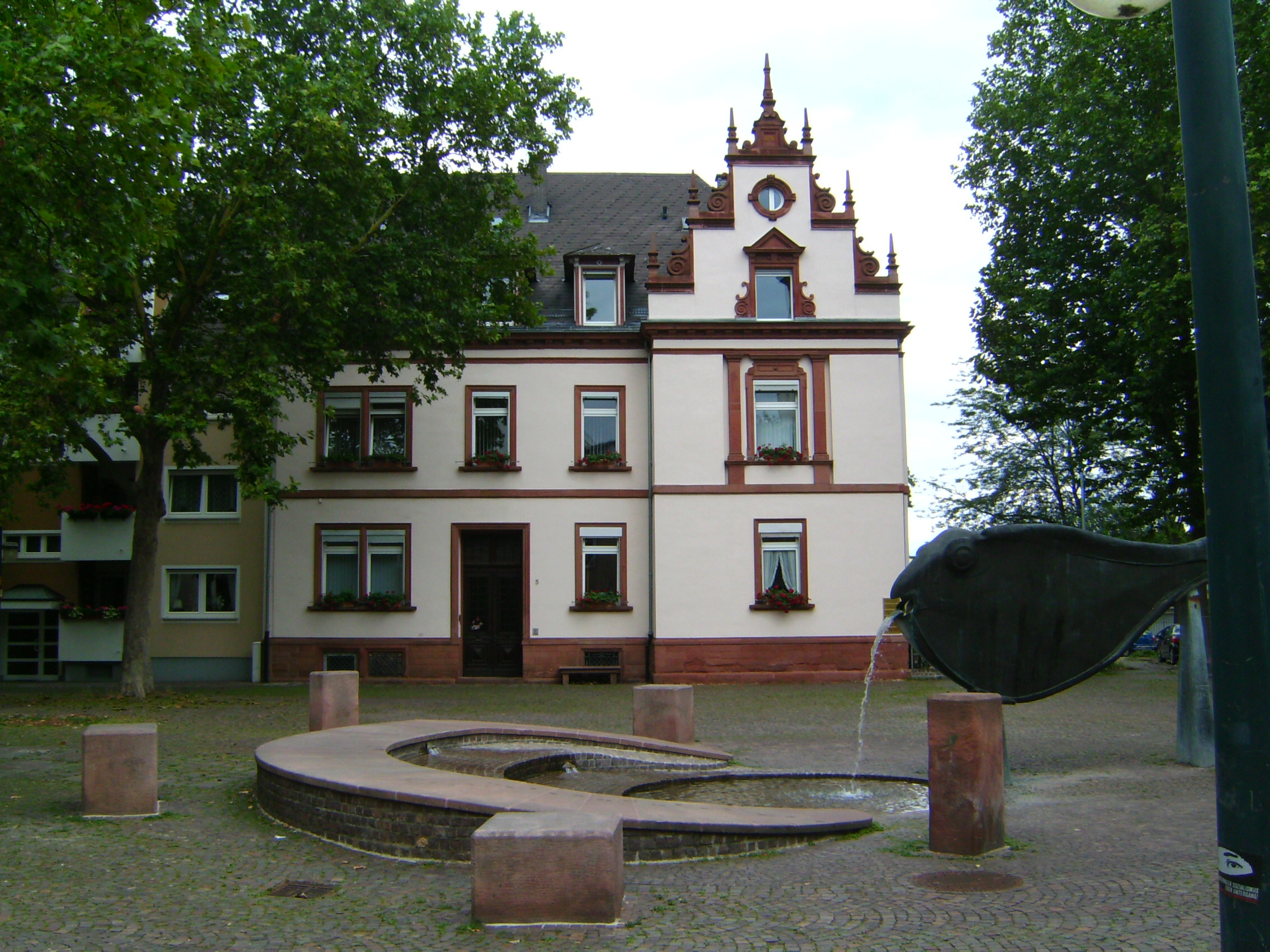
Villa Wellensiek in Speyer